# Copelatus scytalotus
Copelatus scytalotus är en skalbaggsart som beskrevs av Guignot 1956. Copelatus scytalotus ingår i släktet Copelatus och familjen dykare. Inga underarter finns listade i Catalogue of Life.